# Ulivina dirigibilis
Ulivina dirigibilis is een soort in de taxonomische indeling van de Myzozoa, een stam van microscopische parasitaire dieren. Het organisme komt uit het geslacht Ulivina en behoort tot de familie Lecudinidae. Ulivina dirigibilis werd in 1926 ontdekt door Hasselman.